# منطقه اونگائی-بنا
منطقه اونگائی-بنا یکی از منطقه های استان ارتفاعات شرقی واقع در کشور پاپوآ گینه نو می باشد. مرکز این منطقه بنا است. این منطقه خود از یک فرمانداری محلی تشکیل می گردد که هر فرمانداری به منظور سهولت در امر آمارگیری خود به چند بخش تقسیم می شود. 

## تقسیمات
این منطقه دارای یک فرمانداری محلی است که اسامی آن به شرح زیر است:
- فرمانداری محلی روستایی اونگائی-بنا